# 2-й драгунський полк (Австро-Угорщина)
2-й драгунський полк — кавалерійський полк цісарсько-королівської кавалерії Австро-Угорщини.
Повна назва: K.u.k. Böhmisches Dragoner-Regiment «Graf Paar» Nr. 2

Дата утворення — 1672 рік.

Почесний шеф — граф Паар (з 1890 р.). Едуар, граф Паар (1837—1919) — фельдмаршал-лейтенант австро-угорської армії, впродовж тривалого часу — генерал-ад'ютант Франца Йосифа.

## Історія
- 1672 — утворено як кірасирський полк
- 1798—1801 — діяв як 2-ий драгунський полк
- 1802—1860 — 15-ий гусарський полк
- 1860—1867 — 11-ий драгунський полк
- з 1867 діяв під своєю останньою назвою — 2-ий драгунський полк[3]

## Склад полку

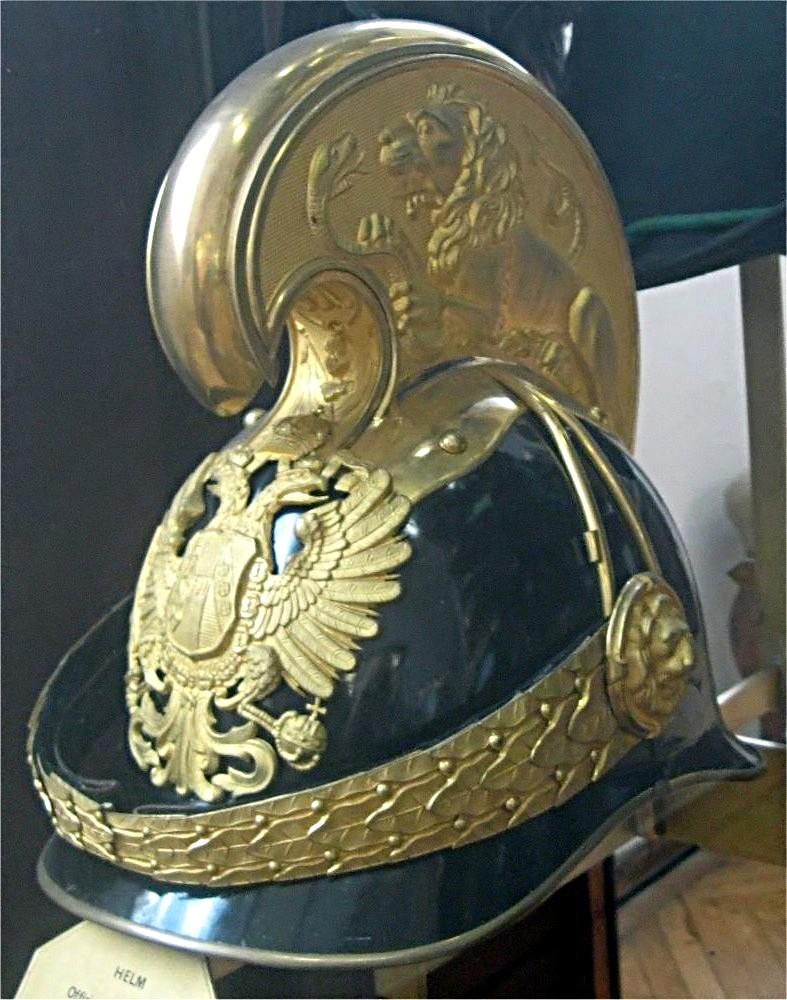
Каска офіцера драгунів

Штаб
Допоміжні служби:
- взвод розвідників (піонерів)
- телеграфна служба
- допоміжна служба

2 дивізіони, в кожному з яких:
- 3 ескадрони по 177 драгунів

Повний склад полку — 37 офіцерів і 874 драгуни.
Набір рекрутів до полку — Прага.
Національний склад полку (липень 1914) — 61 % чехів, 26 % німців, 13 % інших.
Мови полку (липень 1914) — чеська і німецька.

## Інформація про дислокацію
| I. | II. | III. |
| --- | --- | --- |

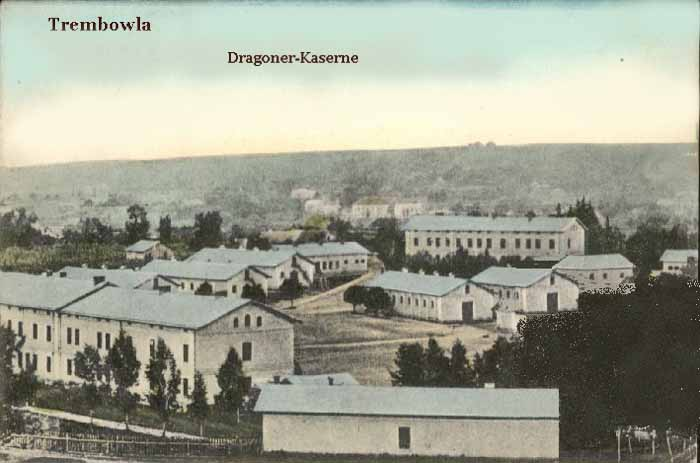
Казарми драгунів у Теребовлі (збереглися до сьогодні)

| - 1673 Сілезія і Богемія - 1678 Верхня Угорщина - 1680 Трент - 1681-82 Кьосег - 1698 Сілезія - 1699—1701 Еґер - 1711 Будейовіце, згодом Тольна - 1715-16 Хонт - 1718 Варасдін поблизу Неаполя - 1721 Відень - 1722-32 поперемінно Славонія і Сербія - 1732 Арад - 1733 Сібіу - 1734-37 Земплін - 1740-41 Левоча - 1744 Клуж-Напока - 1752 Хрудім - 1753 Санкт-Георген - 1754-56 Хольський і Зольський комітати - 1763 Естерґом | - 1765 Ракеве біля Пешта - 1771 Цеґлед - 1772 Надь-Кьорьош - 1776-78 Пешт - 1779 Растіна - 1783 Кечкемет - 1784 Uharos-Berényi, - 1785-88 Кечкемет - 1790 Моравія, потім Дьєндьєш - 1792-93 Санкт-Георген - 1798-99 Відень - 1801 Дьєндьєш - 1804-05 Мішкольц - 1806 Моор, потім Відень - 1807 Кьосег - 1808-09 Маргарете (Шопрон) - 1810-13 Кьосег - 1814-15 Жатец - 1816 Санкт-Георген - 1817 Відень | - 1818 Кьосег - 1821 Віченца - 1822 Кьосег - 1825 Гая - 1827 Ліпнік над Бечвою - 1831 Тарнув - 1832-48 Ланцут - 1849 Відень - 1851 Шопрон - 1854 Східна Галичина - 1855 Аустерліц - 1860-66 Кечкемет - 1866 Нойхойзель - 1869 Відень - 1873 Штоккерау - 1875 Відень , - 1876 Шопрон - 1884 Вінер-Нойштадт - 1898 Тернопіль |

- 1898 рік — керівництво і 2 дивізіони в Тернополі. Згодом — також у Теребовлі, де були драгунські казарми, які збереглися до сьогодні.

### Перша світова
- 1914 рік — штаб полку і 5ий ескадрон — у Тернополі, І-ий дивізіон (2-ий і 3-ий ескадрони) — у Чорткові, ІІ-ий (4-ий і 6-ий ескадрони)- у Теребовлі[6] .
 Перший ескадрон І-го дивізіону — у Заліщиках,

- 1914 — входить до складу ХІ корпусу, 15 Бригада кавалерії

## Командири полку
- 1859: Альберт Бюлов фон Вендхаузен[7]
- 1865: Август Беллегарде[8]
- 1879: Венцель Фестетікс де Тольна[9]
- 1908: Адам фон Петрашкевич[10]
- ?[11]